# Motocyklowe Grand Prix Włoch 2008
Wyścigi o Motocyklowe Grand Prix Włoch 2008 odbyły się 1 czerwca na torze Mugello Circuit. Była to pięćdziesiąta dziewiąta edycja zawodów o wielką nagrodę Włoch, a osiemnasta edycja na tym torze. Była to szósta eliminacja Motocyklowych Mistrzostw Świata w 2008 roku.

## Przebieg kwalifikacji

### 125 cm³
W piątkowej sesji kwalifikacyjnej prym wiedli młodzi, a nawet bardzo młodzi zawodnicy. Zwycięzcą został szesnastoletni Pol Espargaró, który wyprzedził piętnastoletniego Scotta Reddinga. Za nimi znalazł się zwycięzca z Grand Prix Francji - Mike di Meglio. Niebagatelne znaczenie na przejazd miały warunki na których odbył się na mokrej nawierzchni.
W sobotę warunki na torze były już lepsze co spowodowało lepsze czasy niż dzień wcześniej. Najlepsze czasy osiągnięto dopiero w ostatnich minutach sesji. Z pole position wystartuje reprezentant gospodarzy Raffaele De Rosa, który wyprzedził mistrza świata Gábora Talmácsiego. Trzeci okazał się di Meglio. Po raz czwarty na pole position mógł stanąć Bradley Smith, który jednak na swoim ostatnim "szybkim okrążeniu" upadł i zajął ostatecznie siódmą lokatę.
Pierwsza linia startowa
| Lp. | Zawodnik         | Czas     | Strata       |
| --- | ---------------- | -------- | ------------ |
| 1.  | Raffaele De Rosa | 1'58.302 |              |
| 2.  | Gábor Talmácsi   | 1’58.467 | + 0.165 sek. |
| 3.  | Mike di Meglio   | 1'58.590 | + 0.188 sek. |
| 4.  | Pol Espargaró    | 1'59.572 | + 0.270 sek. |

### 250 cm³
Piątkowa sesja kwalifikacyjna w klasie 250 rozegrana została na mokrej nawierzchni. Tę sytuację najlepiej wykorzystał Mattia Pasini, który zdobył prowizoryczne pole position. Drugi był jego rodak Marco Simoncelli. Jeszcze tylko jeden zawodnik stracił mniej niż jedną sekundę do zwycięzcy. Był nim Héctor Barberá. Pozostali zawodnicy stracili do Pasiniego ponad dwie sekundy.
Mimo iż warunki na torze w sobotę były lepsze niż w piątek, doszło do kilku wypadków wśród najlepszych zawodników 250-ek. Pasini, który wygrał dzień wcześniej, z powodu właśnie upadku nie zdołał zmieścić się nawet w drugim rzędzie zajmując dopiero 9. miejsce. Po raz pierwszy w sezonie do czołówki wszedł Czech Lukáš Pešek, który był piąty. Zwycięzcą kwalifikacji okazał się Hiszpan Héctor Barberá wyprzedzając swojego rodaka Alvaro Bautistę oraz reprezentanta gospodarzy Simoncelliego. Lider Mistrzostw Mika Kallio uzupełni pierwszą linię.
Pierwsza linia startowa
| Lp. | Zawodnik         | Czas     | Strata       |
| --- | ---------------- | -------- | ------------ |
| 1.  | Héctor Barberá   | 1'52.675 |              |
| 2.  | Alvaro Bautista  | 1’53.447 | + 0.772 sek. |
| 3.  | Marco Simoncelli | 1'53.936 | + 0.936 sek. |
| 4.  | Mika Kallio      | 1'53.962 | + 0.960 sek. |

### MotoGp
| Pierwsza linia startowa Valentino Rossi 1'48.130 Daniel Pedrosa 1'48.297 Loris Capirossi 1'48.313 Casey Stoner 1'48.375< | Sobotnia sesja kwalifikacyjna wśród najlepszych zawodników była ciekawsza niż zwykle, ponieważ już kilkanaście minut przed końcem zaczęły się przetasowania w klasyfikacji. Pole position uzyskał faworyt gospodarzy Valentino Rossi, który wystartował w dosyć nietypowym kasku, który stworzył jego kolega. Za Włochem uplasował się Daniel Pedrosa, a na trzecim miejscu znalazł się kolejny reprezentant gospodarzy Loris Capirossi z Suzuki, jest to przy okazji najlepsze miejsce tego zawodnika w tym sezonie podczas kwalifikacji. Tuż za nim znalazł się mistrz świata Casey Stoner. |

## Wyścigi
Grand Prix Włoch w klasie 125 cm³
Początek: 11:00 (czas miejscowy)

Uczestników: 39 (dojechało 34)

Nawierzchnia: sucha

Pogoda: 26 °C, słonecznie
| \| \| Zawodnik \| Drużyna \| Czas \| \| -- \| ---------------- \| ------- \| --------------- \| \| 1 \| Simone Corsi \| Aprilia \| 39 min 59,039 s \| \| 2 \| Gábor Talmácsi \| Aprilia \| +0.019 s \| \| 3 \| Pol Espargaró \| Aprilia \| +0.036 s \| \| 4 \| Mike di Meglio \| Derbi \| +0.135 s \| \| 5 \| Bradley Smith \| Aprilia \| +0.178 s \| \| 6 \| Sergio Gadea \| Aprilia \| +0.490 s \| \| 7 \| Nicolás Terol \| Aprilia \| +0.832 s \| \| 8 \| Sandro Cortese \| Aprilia \| +3.865 s \| \| 9 \| Joan Olivé \| Derbi \| +3.928 s \| \| 10 \| Stefan Bradl \| Aprilia \| +5.439 s \| \| 11 \| Steve Bonsey \| Aprilia \| +10.244 s \| \| 12 \| Andrea Iannone \| Aprilia \| +10.447 s \| \| 13 \| Raffaele De Rosa \| KTM \| +18.366 s \| \| 14 \| Scott Redding \| Aprilia \| +23.201 s \| \| 15 \| Michael Ranseder \| Aprilia \| +24.440 s \| | Wyścig klasy 125 cm³ można zaliczyć do jednego z najbardziej emocjonujących wyścigów sezonu. Dopiero na ostatniej prostej rozstrzygnęły się losy podium. Raffaele De Rosa, zwycięzca kwalifikacji słabo wystartował i już na początku było wiadomo, że będzie miał znikome szanse w walce o czołowe miejsca. Lepiej wyścig zaczęli pozostali zawodnicy z pierwszej linii startowej, dzięki czemu na prowadzenie wyszedł mistrz świata Gábor Talmácsi. Najlepszy start zaliczył słynący dotychczas ze świetnej jazdy na mokrym torze Andrea Iannone, który w późniejszym czasie dawał swoim rodakom dużo emocji. Po kilku okrążeniach na czoło wysunęło się 12 zawodników, którzy mogli myśleć o zwycięstwie w wyścigu. Na czele stawki następowały szybkie zmiany. Najczęściej odbywało się to na prostej start-meta. Na której najszybsza była maszyna Aprilii, dzięki czemu na prowadzenie w tym miejscu wychodził Niemiec Stefan Bradl. Do walki po błędzie na początku wyścigu włączył się Bradley Smith, który z miejsca z końca drugiej dziesiątki walczył o miejsca w pierwszej piątce. Świetnie spisywał się młody 16-letni Hiszpan Pol Espargaró, który na okrążenie przed końcem wyścigu był na czele stawki. Jednak zawodnik z Półwyspu Iberyjskiego nie obronił przodownictwa na ostatnim okrążeniu. Coraz pewniej zaczął jeździć Simone Corsi, który przez większość wyścigu jeździł bardzo zachowawczo. Ten zawodnik na ostatnim zakręcie wyszedł na prowadzenie. Za Włochem znalazło się kolejnych 9 zawodników, którzy walczyli o zwycięstwo. |         |                 |
| | Zawodnik | Drużyna | Czas            |
| 1 | Simone Corsi | Aprilia | 39 min 59,039 s |
| 2 | Gábor Talmácsi | Aprilia | +0.019 s        |
| 3 | Pol Espargaró | Aprilia | +0.036 s        |
| 4 | Mike di Meglio | Derbi   | +0.135 s        |
| 5 | Bradley Smith | Aprilia | +0.178 s        |
| 6 | Sergio Gadea | Aprilia | +0.490 s        |
| 7 | Nicolás Terol | Aprilia | +0.832 s        |
| 8 | Sandro Cortese | Aprilia | +3.865 s        |
| 9 | Joan Olivé | Derbi   | +3.928 s        |
| 10 | Stefan Bradl | Aprilia | +5.439 s        |
| 11 | Steve Bonsey | Aprilia | +10.244 s       |
| 12 | Andrea Iannone | Aprilia | +10.447 s       |
| 13 | Raffaele De Rosa | KTM     | +18.366 s       |
| 14 | Scott Redding | Aprilia | +23.201 s       |
| 15 | Michael Ranseder | Aprilia | +24.440 s       |

Na ostatniej prostej za Corsim znaleźli się również Espargaró oraz Talmácsi. Obaj ostatecznie zajęli miejsca na podium. Gábor pod koniec wyścigu próbował zaatakować z trzeciej pozycji, jednak nie udało się mu dogonić Corsiego, który został zwycięzcą, a zarazem nowym liderem mistrzostw.
Grand Prix Włoch w klasie 250 cm³
Początek: 12:15 (czas miejscowy) / 12:15

Uczestników: 23 (dojechało 17)

Nawierzchnia: sucha

Pogoda: 30 °C, słonecznie
| \| \| Zawodnik \| Drużyna \| Czas \| \| -- \| ------------------- \| ------- \| --------------- \| \| 1 \| Marco Simoncelli \| Gilera \| 40 min 19,910 s \| \| 2 \| Alex Debon \| Aprilia \| +0.499 s \| \| 3 \| Thomas Lüthi \| Aprilia \| +0.712 s \| \| 4 \| Mika Kallio \| KTM \| +7.403 s \| \| 5 \| Mattia Pasini \| Aprilia \| +12.542 s \| \| 6 \| Roberto Locatelli \| Gilera \| +12.790 s \| \| 7 \| Karel Abrahám \| Aprilia \| +16.114 s \| \| 8 \| Hiroshi Aoyama \| KTM \| +17.316 s \| \| 9 \| Aleix Espargaró \| Aprilia \| +19.642 s \| \| 10 \| Ratthapark Wilairot \| Honda \| +19.704 s \| \| 11 \| Julian Simon \| KTM \| +19.751 s \| \| 12 \| Alex Baldolini \| Aprilia \| +47.360 s \| \| 13 \| Eugene Laverty \| Aprilia \| +47.422 s \| \| 14 \| Fabrizio Lai \| Gilera \| +1 min 13.423 s \| \| 15 \| Imre Toth \| Aprilia \| +1 min 25.891 s \| | Podczas wyścigu klasy 250 cm³ również nie zabrakło emocji, jednak w rywalizacji zaistniała również dramaturgia. Jak w kwalifikacjach decydującą rolę odgrywali Hiszpanie to w wyścigu najlepsi okazali się Włosi. Najlepiej zaczęli Alvaro Bautista i Marco Simoncelli, którzy odjechali na początku wyścigu zwycięzcy kwalifikacji Héctora Barbery. Słaby start zaliczył Mika Kallio, który po pierwszym okrążeniu spadł na 10 pozycję. Po raz pierwszy w tym sezonie dobrze spisywał się Lukáš Pešek, który zajmował nawet 4. miejsce. Różnice w czołówce robiły się coraz większe, gdyż czołowa dwójka odjechała pozostałym zawodnikom. Byli to Bautista oraz Simoncelli. Po raz kolejny w tym sezonie Bautista nie opanował swojej maszyny i musiał wycofać się z zawodów. Liderem został Simoncelli, który jednak po nieczystej jeździe zmniejszył swoją przewagę nad Hectorem Barberą. Z tym zawodnikiem związane później były najbardziej dramatyczne wydarzenia w tym weekendzie. W trasie nie utrzymywali się kolejni zawodnicy, którzy wypadali z toru. Wśród nich był Pešek, który stracił szanse na pierwsze w życiu miejsce na podium w 250. Dzięki licznym wypadkom do czołowej piątki wszedł Mika Kallio. Na czole przez kolejne okrążenia na zmianę na prowadzenie wychodzili Barberá, który na prostej start-meta wyprzedzał Simoncelliego. Ten zaś wyprzedzał Hiszpana, dzięki bardzo dobremu do hamowaniu, dzięki czemu ciągle trwała rywalizacją o pierwsze miejsce. taka sytuacja trwała do przedostatniego okrążenia. Wtedy to podczas manewru wyprzedzania Simoncelli zaatakował Barberę zmienioną linią jazdy co wyeliminowało Hiszpana, który mało co, a uderzyłby w betonową ścianę, która znajdowała się niedaleko asfaltowej części toru. |         |                 |
| | Zawodnik | Drużyna | Czas            |
| 1 | Marco Simoncelli | Gilera  | 40 min 19,910 s |
| 2 | Alex Debon | Aprilia | +0.499 s        |
| 3 | Thomas Lüthi | Aprilia | +0.712 s        |
| 4 | Mika Kallio | KTM     | +7.403 s        |
| 5 | Mattia Pasini | Aprilia | +12.542 s       |
| 6 | Roberto Locatelli | Gilera  | +12.790 s       |
| 7 | Karel Abrahám | Aprilia | +16.114 s       |
| 8 | Hiroshi Aoyama | KTM     | +17.316 s       |
| 9 | Aleix Espargaró | Aprilia | +19.642 s       |
| 10 | Ratthapark Wilairot | Honda   | +19.704 s       |
| 11 | Julian Simon | KTM     | +19.751 s       |
| 12 | Alex Baldolini | Aprilia | +47.360 s       |
| 13 | Eugene Laverty | Aprilia | +47.422 s       |
| 14 | Fabrizio Lai | Gilera  | +1 min 13.423 s |
| 15 | Imre Toth | Aprilia | +1 min 25.891 s |

Do końca wyścigu Simoncelli spokojnie kontrolował rywalizację i wygrał swoje domowe zawody. Drugi na mecie zameldował się Alex Debon, a tuż za nim znalazł się Szwajcar Thomas Lüthi. Za podium znalazł się lider mistrzostw. Mika Kallio w ciągu wyścigu awansował jeszcze na czwartą pozycję co jest jego najlepszą pozycją na torze Mugello.
Grand Prix Włoch w klasie MotoGp
Początek: 14:00 (czas miejscowy) / 14:00

Uczestników: 19 (dojechało 15)

Nawierzchnia: sucha

Pogoda: 33 °C, słonecznie
| \| \| Zawodnik \| Drużyna \| Czas \| \| -- \| ---------------- \| -------- \| --------------- \| \| 1 \| Valentino Rossi \| Yamaha \| 42 min 31,153 s \| \| 2 \| Casey Stoner \| Ducati \| +2.201 s \| \| 3 \| Daniel Pedrosa \| Honda \| +4.867 s \| \| 4 \| Alex de Angelis \| Honda \| +6.313 s \| \| 5 \| Colin Edwards \| Yamaha \| +12.530 s \| \| 6 \| James Toseland \| Yamaha \| +13.806 s \| \| 7 \| Loris Capirossi \| Suzuki \| +14.447 s \| \| 8 \| Andrea Dovizioso \| Honda \| +15.319 s \| \| 9 \| Shinya Nakano \| Honda \| +15.327 s \| \| 10 \| Chris Vermeulen \| Suzuki \| +30.785 s \| \| 11 \| Sylvain Guintoli \| Ducati \| +39.621 s \| \| 12 \| Toni Elías \| Ducati \| +50.021 s \| \| 13 \| Nicky Hayden \| Honda \| +50.440 s \| \| 14 \| Tadayuki Okada \| Honda \| +58.849 s \| \| 15 \| Anthony West \| Kawasaki \| +1 min 00.736 s \| | Wśród najlepszych zawodników świata w jeździe na motocyklach nie było już tak zażartej rywalizacji jak w poprzedzających zawodach 125 i 250, ale można się było emocjonować walką o drugie miejsce. Najsłabiej z czołówki zaczął Loris Capirossi, który z pierwszej linii startował podczas wyścigu systematycznie spadał, aż w końcu po przyjeździe na metę zanotował siódmy czas. Od początku wyścigu w czołówce stawki znajdowali się trzej zawodnicy: Rossi (zwycięzca kwalifikacji), Pedrosa, który prowadził przez pierwsze okrążenie oraz Stoner (prowadził przez dwa okrążenia). Od czwartego okrążenia na prowadzeniu znajdował się Valentino Rossi. Włoch nie stracił przodownictwa i po raz siódmy z rzędu wygrał na swojej rodzinnej eliminacji wygrywając bezsprzecznie nad innymi zawodnikami, choć sam czas na mecie nie wskazywał na tak dużą przewagę Włocha. Za Rossim toczyła się zacięta walka o drugie miejsce pomiędzy Caseyem Stonerem, a Danielem Pedrosą. Ci dwaj zawodnicy kilkukrotnie wyprzedzali się na torze w Mugello jednak ostatecznie mistrz świata wygrał z Hiszpanem, dzięki dobremu manewrowi na sześć okrążeń przed metą. Tuż za podium znalazł się zawodnik z San Marino Alex de Angelis. Wyścigu nie ukończył m.in.: Jorge Lorenzo, John Hopkins, Randy de Puniet, czy Marco Melandri. Rossi umocnił się na prowadzeniu w kwalifikacji mistrzostw świata. Nad Pedrosą ma już 12 punktów przewagi, a nad kolegą z zespołu Jorge Lorenzo 28. |          |                 |
| | Zawodnik | Drużyna  | Czas            |
| 1 | Valentino Rossi | Yamaha   | 42 min 31,153 s |
| 2 | Casey Stoner | Ducati   | +2.201 s        |
| 3 | Daniel Pedrosa | Honda    | +4.867 s        |
| 4 | Alex de Angelis | Honda    | +6.313 s        |
| 5 | Colin Edwards | Yamaha   | +12.530 s       |
| 6 | James Toseland | Yamaha   | +13.806 s       |
| 7 | Loris Capirossi | Suzuki   | +14.447 s       |
| 8 | Andrea Dovizioso | Honda    | +15.319 s       |
| 9 | Shinya Nakano | Honda    | +15.327 s       |
| 10 | Chris Vermeulen | Suzuki   | +30.785 s       |
| 11 | Sylvain Guintoli | Ducati   | +39.621 s       |
| 12 | Toni Elías | Ducati   | +50.021 s       |
| 13 | Nicky Hayden | Honda    | +50.440 s       |
| 14 | Tadayuki Okada | Honda    | +58.849 s       |
| 15 | Anthony West | Kawasaki | +1 min 00.736 s |